# Id (Unix)
id je standardní UN*Xový program, sloužící pro výpis identity požadovaného uživatele.

## Historie
Příkaz id byl poprvé použit v 4.4BSD.

## Standardy
Příkaz id odpovídá standardu IEEE Std 1003.1-2004 (‚POSIX‘). Na některých platformách může mít rozšířenou funkcionalitu, ale vždy musí poskytovat funkcionalitu vyžadovanou standardem ‚POSIX‘.

## Parametry programu
```
id [user]
id -G [-n] [user]
id -g [-nr] [user]
id -u [-nr] [user]
```

- -g : Zobrazení efektivního ID skupiny jako čísla
- -n : Zobrazení požadovaného ID skupiny jako jména.
- -r : Zobrazení reálného ID pro parametry -g -u namísto efektivního ID
- -u : Zobrazení efektivního ID uživatele jako čísla

Návratová hodnota příkazu id je 0, v případě chyby hodnota > 0.
Na platformě OpenBSD je možné ještě použít parametr -p :
```
id -p [user]
```

- -p : Výstup je v tzv. human-readable formě.

## Příklady použití
Zjištění informací o uživateli admin:
```
$ 
id
 
admin

uid=1000(admin) gid=0(wheel) groups=0(wheel)

```

Zjištění numerického ID skupiny uživatele admin:
```
$ 
id
 
-G
 
admin

0

```

Zjištění názvu primární skupiny uživatele admin:
```
$ 
id
 
-Gn
 
admin

wheel

```

Zjištění id uživatele v numerické formě:
```
$ 
id
 
-u
 
admin

1000

```

Zjištění jména uživatele:
```
$ 
id
 
-un
 
admin

admin

```

Zjištění reálného id uživatele v numerické formě:
```
$ 
id
 
-ur
 
admin

1000

```

Využití parametru -p na platformě OpenBSD pro zjištění všech informací v human-readable formě:
```
$ 
id
 
-p
 
admin

uid     admin

groups  wheel

```

## Další informace
Příkaz id nahrazuje historický příkaz whoami za použití parametru -un a příkaz groups za použití parametru -Gn.